# Pevita Pearce
Pevita Cleo Eileen Pearce, dite Pevita Pearce, née le 6 octobre 1992 à Jakarta en Indonésie, est une actrice et modèle indonésienne.

## Biographie
Pevita Pearce est née à Jakarta, en Indonésie, en tant que plus jeune enfant et fille unique de Bramwell Pearce du Royaume-Uni, et de sa première épouse Ernie Auliasari de Banjarmasin. Elle avait un frère, Keenan Pearce, et une demi-sœur, Chelsea Pearce. Après avoir terminé ses études secondaires, elle est allée au SMP Al-Azhar 9 à Kemang, au sud de Jakarta, et a déménagé au SMA Al-Azhar. Elle a ensuite déménagé à SMA HighScope et a obtenu son diplôme, et a poursuivi ses études à la New York Film Academy en 2011 et au La Salle College International Jakarta de 2012 à 2014.
Pevita Pearce a fait ses débuts au cinéma dans la comédie de John de Rantau, Denias, Senandung Di Atas Awan (2006). Son rôle décisif était dans la romance de Rachmania Arunita Lost in Love (2008), où elle a dû rivaliser avec plus de 1000 autres candidats au casting, et a été nommée pour le Citra Award de la meilleure actrice au Festival du film indonésien en 2008.